# Астраханский район
Астраха́нский райо́н (каз. Астрахан ауданы) — административная единица в составе Акмолинской области Казахстана. 
Административный центр — село Астраханка. 

## Физико-географическая характеристика

### Географическое положение
Район расположен в центральной части Акмолинской области. Площадь территории — 7 379 км², составляет 5,05 % от всей территории области (11-й район по размеру территории в области). Протяжённость с севера на юг равна 90 км, с востока на запад — около 100 км. Территория района расположена на северо-западной части Казахского мелкосопочника. 
Административно граничит на севере с Буландынским районом, на востоке — с Аккольским, Шортандинским, Целиноградским районами, на юге — с Коргалжынским, Егиндыкольским районами, на западе — с Атбасарским районом.
Часовой пояс
Астраханский район, как и вся Акмолинская область, находится в часовой зоне UTC+6 («Астанинское время»).

### Климат
Климат континентальный с продолжительной холодной зимой, умеренно жарким летом. Средняя температура января — -18°С, июля — +20°С. Среднегодовое количество осадков составляет 300–350 мм в год. Осадки в основном выпадают в летний период. По природным условиям территория района расположена в умеренно засушливой зоне. 

### Рельеф и гидрография
Рельеф мелкосопочный с абсолютными высотами не превышающими 100–300 метров. В недрах разведаны запасы полезных ископаемых: золота, природных строительных материалов. По территории Астраханского района протекают реки Ишим, Колутон, Баксук, Аршалы и другие. Озёра: Узынколь, Баршын, Жалтырколь, Ортаколь, Берсен, Уштаган, Шункырколь, Нарынбай и другие. Подземные воды на глубине 2–8 метров. Почвы преимущественно чернозёмные. В период освоения целины большая честь земель была распахана.

### Флора и фауна
Территория Астраханского района находится в степной зоне с разнотравноковыльной растительностью. В речных поймах растут пырей, костёр, осока, вейник, камыш, луговые травы. Водятся корсак, степной суслик, хомяк, хомяк эверсманн, хорек, степной и обычный грызун, кабан, ондатра. Из водных птиц гнездятся утки, гусь и другие; в водоёмах — кап, окунь, щука, линь, плотва, язь.

## История

### Дореволюционный период
Нынешние населённые пункты, существовавшие ещё во время Российской империи, — административно входили в состав двух уездов Акмолинской области: Акмолинского и Атбасарского соответственно. На данной местности в основном располагались казахи Среднего жуза: аргыны, кереи, найманы. Однако, они были расселены диспропорционально. Так, аргыны занимали почти всю территорию Акмолинского уезда и северные территории Атбасарского уезда. Кереи занимали северо-восточную часть Акмолинского уезда, найманы — южную часть Атбасарского, вплоть до низовьев Чу и Сыр-Дарьи. Имелись в меньшем количестве и другие рода Среднего жуза. Например род таракты также занимали северную часть Атбасарского уезда.
Хозяйственные занятия казахов зависело главным образом от их местоположения. Аргыны Атбасарского уезда, занимавших более благоприятную в климатическом отношении территории, господствовало скотоводческо–земледельческое хозяйство с тенденцией перехода к оседлому образу жизни. Найманы в подавляющем большинстве были кочевниками с преобладанием кочевого скотоводческого хозяйства. Такое различие в ведении хозяйства вызвало различие и в формах землепользования.
После присоединения Старшего жуза в состав Российской империи в первой четверти XIX века, в пределах обширной территории началось воздвигаться новое административно-территориальное устройство. По Именному Его Императорского Величества указу, данному Правительствующему Сенату в 21 день октября 1868 года № 46380 «О преобразовании управления Киргизскими степями Оренбургского и Сибирского ведомств и Уральским и Сибирским казачьими войсками», образована Акмолинская область в составе Западно-Сибирского генерал-губернаторства. Существовавшие округа до этого впоследствии были преобразованы в уезды. Планомерное переселение крестьян началось в 70-х гг. XIX века (реформы 1867–1868 гг. объявили территорию нынешнего Казахстана государственной собственностью) и массовый характер приобрело в 80-х годах. До «Столыпинских реформ», переселенцы образовали несколько поселений: «Старо-Колутонское» в 1879 году, «Ново-Колутонское» в 1884 году, «Петровское» в 1893 году, «Астраханское» в 1895–97 году и другие.

### Советский период
Первоначально район был образован как — Новочеркасский в 1936 году, в составе Карагандинской области, с административным центром в селе Астраханка. 
После Указа Президиума Верховного Совета СССР «Об образовании Семипалатинской, Акмолинской и Джамбулской областей в составе Казахской ССР» от 14 октября 1939 года — Новочеркасский район был включен в состав новообразованной Акмолинской области.
По статистическим данным, в 1939 году в Новочеркасском районе имелось 11 промышленных предприятий, включая кустарные производства. Крупным предприятием считался рудник Акбеит треста «Каззолото», основанный в 1933 году. В промышленности было занято всего 107 человек. Помимо этого было 17 действующих мельниц.
На начало 1940 года, в районе насчитывалось 12 сельсоветов, площадь района составляла — 4,9 тыс. км².
История района косвенно связана с деятельностью КарЛАГа. «Точки» исправительно-трудовых лагерей располагались в юго-восточной части района, где в итоге образовались населённые пункты — Каменка («трудпосёлок» °10), Камышенка (°11), Первомайка (°12), Лозовое (°13), Приишимка (°14). В «точках» проживали в основном спецпереселенцы поляки и немцы из Западной Украины и Белоруссии.
Из 2 446 крестьянских хозяйств 2 348 были объединены в 16 колхозов, остальные 98 оставались единоличными. Колхозы обслуживали 2 МТС, в которых имелось: 91 тракторов, 39 комбайнов, 8 автомобилей. Во всех хозяйствах насчитывалось 10 318 голов КРС, 2 408 свиней, 9 370 овец, 991 коз, 1546 лошадей, 12 верблюдов. К 1937 году в колхозах и у населения содержалось 10 804 головы скота. Численность рабочих и служащих района на октябрь 1938 года составляла 967 человек, из которых в МТС было занято 185, в просвещении — 146, здравоохранении — 247, госаппарате управления — 104, торговле и заготовках — 65 человек.
Во время комплекса мероприятий по освоению целины и залежных земель в 1954 году, в Новочеркасском районе были созданы четыре целинных совхоза: «Астраханский», «Красногвардейский», «Новочеркасский», «Степняк». А в 1955 году — совхоз «Кайнарский». В периоде 1961–1961 гг. район входил в состав Целинного края. В 1964 году район был переименован в Астраханский.
По состоянию на 1989 год, в районе имелись 3 поссовета и 14 сельсоветов.

## Население

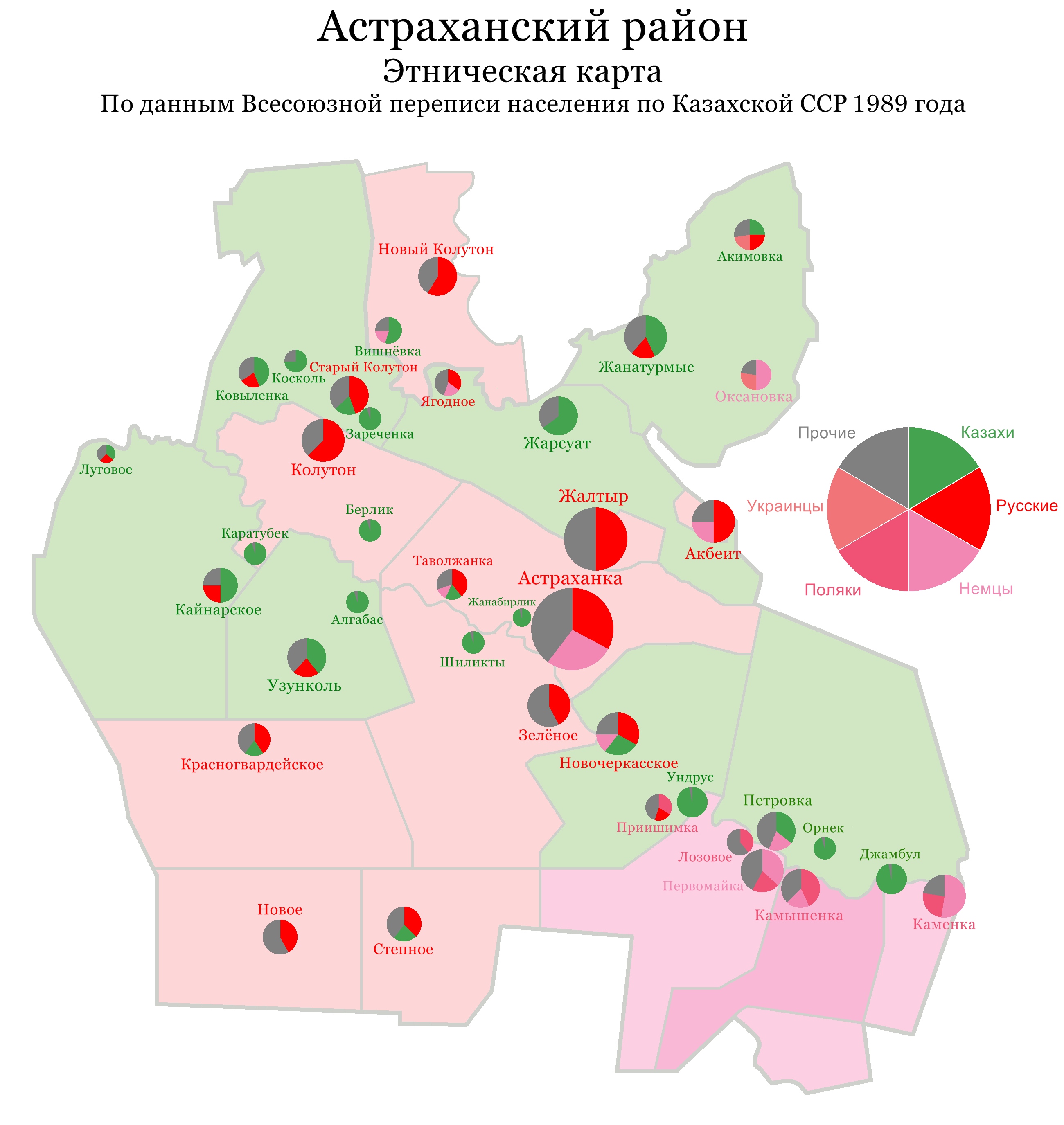
Этническая карта Астраханского района по каждому населённому пункту, перепись 1989 года.

### Динамика численности
| Численность населения | Численность населения | Численность населения | Численность населения | Численность населения | Численность населения | Численность населения | Численность населения | Численность населения |
| 1939                  | 1959                  | 1970                  | 1979                  | 1989                  | 1999                  | 2004                  | 2005                  | 2006                  |
| --------------------- | --------------------- | --------------------- | --------------------- | --------------------- | --------------------- | --------------------- | --------------------- | --------------------- |
| 14 359                | ↗32 007               | ↗53 270               | ↘40 117               | ↗41 442               | ↘32 980               | ↘29 489               | ↘29 215               | ↗29 311               |
| 2007                  | 2008                  | 2009                  | 2010                  | 2011                  | 2012                  | 2013                  | 2014                  | 2015                  |
| ↘28 936               | ↘28 633               | ↘27 419               | ↘26 836               | ↘26 347               | ↘25 890               | ↘25 524               | ↘25 114               | ↘24 575               |
| 2016                  | 2017                  | 2018                  | 2019                  | 2020                  | 2021                  | 2022                  |                       |                       |
| ↘24 148               | ↘23 563               | ↗23 640               | ↘23 615               | ↘23 393               | ↘23 069               | ↘22 556               |                       |                       |

Городское население
До 1995 года, населённые пункты Акбеит, Жалтыр, Колутон — являлись посёлками городского типа. 
Согласно административно–территориальному устройству СССР, данные населённые пункты обозначались как «городские», и вносились во Всесоюзных переписях соответственно.
|         | 1959 чел. | %        | 1970 чел. | %       | 1979 чел. | %       | 1989 чел. | %       |
| ------- | --------- | -------- | --------- | ------- | --------- | ------- | --------- | ------- |
| всего   | 8 289     | 25,90 %  | 12 762    | 23,96 % | 9 992     | 24,91 % | 9 183     | 22,16 % |
| Акбеит  | -         | 0,00 %   | 2 285     | 17,90 % | 1 437     | 14,38 % | 1 226     | 13,35 % |
| Жалтыр  | 8 289     | 100,00 % | 8 355     | 65,47 % | 6 550     | 65,55 % | 6 177     | 67,27 % |
| Колутон | -         | 0,00 %   | 2 122     | 16,63 % | 2 005     | 20,07 % | 1 780     | 19,38 % |

### Национальный состав
| №  | Национальность | 1939 год          | 2009 год          |
| -- | -------------- | ----------------- | ----------------- |
| 1  | Казахи         | 2 362 (16,45 %)   | 11 604 (42,32 %)  |
| 2  | Русские        | 3 464 (24,12 %)   | 8 769 (31,98 %)   |
| 3  | Украинцы       | 1 945 (13,55 %)   | 1 858 (6,78 %)    |
| 4  | Немцы          | 1 919 (13,36 %)   | 1 658 (6,05 %)    |
| 5  | Поляки         | 3 930 (27,37 %)   | 1 599 (5,83 %)    |
| 6  | Белорусы       | 74 (0,52 %)       | 611 (2,23 %)      |
| 7  | Татары         | 58 (0,40 %)       | 455 (1,66 %)      |
| 8  | Ингуши         | –                 | 260 (0,95 %)      |
| 9  | Чеченцы        | –                 | 81 (0,30 %)       |
| 10 | Другие         | 607 (4,23 %)      | 524 (1,91 %)      |
| 11 | Всего          | 14 359 (100,00 %) | 27 419 (100,00 %) |

В этническом плане Астраханский район крайне разнообразен: имеются крупные общины немцев и поляков на юго-востоке района, украинцев на северо-востоке и малочисленная община потомственных эстонцев на востоке. Многочисленность немцев и поляков в первую очередь обусловлена деятельностью СССР касаемо исправительно-трудовых лагерей КарЛАГа и СтепЛАГа и в малом количестве освоением целины. 

#### Немцы
Первые немцы появились на территории современного района ещё в конце XVIII века, когда они начали принимать активное участие во внутрироссийском миграционном движении на многоземельные восточные и южные окраины империи. На момент конца XIX века, нынешняя территория района располагалась на территориях двух уездов Акмолинской области: Акмолинском, Атбасарском уездов соответственно, где по переписи 1897 года проживали 1 412 человека, которые указали немецкий язык как «родной»; 1 383 из них в — Акмолинском, 38 из них — в Атбасарском уездах. Количество немцев пополнились после Столыпинских реформ. 
В советский период были образованы «точки» исправительно-трудовых лагерей КарЛАГА, где основное население составляли спецпереселенцы немцы и поляки из Восточной Европы (Западная Украина, Белоруссия). В итоге Всесоюзная перепись населения 1989 года зафиксировала в некоторых сёлах немецкое большинство и значительное меньшинство почти во всех населённых пунктах района: сёла Каменка — 55 %, Оксановка — 47 %, Первомайка — 37 %. Значительная доля имелась в сёлах: Астраханка — 32 %, Вишнёвка — 25 %, Ягодное — 24 %, Камышенка — 21 %, Новочеркасское — 21 %, Петровка — 20 %, Таволжанка — 20 %.
Несмотря на проводимую Германией политики по репатриации этнических немцев, их численность всё ещё значительна и превышает более 1 тыс. человек.

#### Поляки
В отличие от немцев, поляки массово появились во время советского периода, и имели депортационный характер. Ареал расселения поляков ограничивался в населённых пунктах бывших трудпосёлках КарЛАГа, и согласно по последней Всесоюзной переписи населения по Казахской ССР 1989 года, поляки составляли большинство в трёх населённых пунктах района: сёла Камышенка — 42 %, Лозовое — 40 %, Приишимка — 31 %. Значительное меньшинство имелось в сёлах: Каменка — 25 %, Первомайка — 23 %. В других населённых пунктах района, поляки не составляли и 5 %.
В независимом Казахстане несмотря на тенденцию убыли польского населения, доля поляков для района всё ещё остаётся необычайно значительной. В сёлах Камышенка, Первомайка имеются приходы Римско-католической церкви (Ченстоховской Богоматери и Божьей Святого Розария). В селе Первомайка действует польский национально-культурный центр «Полония». По переписи 2009 года, из 8 292 поляков Акмолинской области — 1 599 из них (19,28 %) были зафиксированы на территории Астраханского района, уступая лишь Г. А. Кокшетау.

#### Эстонцы
Всего на территории Казахстана известно про 3 поселений, основанных эстонцами-переселенцами, где одно из них расположено на территории Астраханского района. Село Петровка было основано в 1893 году как поселение «Петровское» переселенцами из Эстонии, выбравшими для себя место у подножия сопки Юксари. По данным переписи 1897 года, в Акмолинском уезде насчитывалось 322 человека, указавших родным языком эстонский (на тот момент Петровское входило в состав Акмолинского уезда). По переписи 1939 года в районе было зафиксировано 233 эстонца. По переписи 2009 года, из 100 эстонцев Акмолинской области — 19 из них располагались на территории Астраханского района, занимая первое место по расселению эстонцев в области.

### Религиозный состав
Согласно Национальной переписи Республики Казахстан 2009 года:
| № | Представители конфессии | Численность | Процентное соотношение |
| - | ----------------------- | ----------- | ---------------------- |
| 1 | Христиане               | 13 377      | 48,79 %                |
| 2 | Мусульмане              | 12 266      | 44,74 %                |
| 3 | Буддисты                | 2           | 0,01 %                 |
| 4 | Иудеи                   | 4           | 0,01 %                 |
| 5 | Неверующие              | 1 591       | 5,80 %                 |
| 6 | Другие                  | 4           | 0,01 %                 |
| 7 | Отказались указать      | 175         | 0,64 %                 |
| 8 | Всего                   | 27 419      | 100,00 %               |

### Половозрастной состав
Согласно Национальной переписи Республики Казахстан 2009 года:
| Возраст   | Мужчины, чел. | Женщины, чел. | Общая численность, чел. | Доля от всего населения, % |
| --------- | ------------- | ------------- | ----------------------- | -------------------------- |
| до 15 лет | 6 011         | 3 125         | 2 886                   | 21,92 %                    |
| 15—64 лет | 18 788        | 9 453         | 9 335                   | 68,52 %                    |
| от 65 лет | 2 620         | 967           | 1 653                   | 9,56 %                     |
| Всего     | 13 545        | 13 874        | 27 419                  | 100,00 %                   |

## Административно-территориальное устройство
| №  | Административная единица        | Карта | Административный центр | Количество населённых пунктов | Население, 1999 | Население, 2009 | Площадь, км² |
| -- | ------------------------------- | ----- | ---------------------- | ----------------------------- | --------------- | --------------- | ------------ |
| 1  | Астраханский сельский округ     |       | село Астраханка        | 3                             | 7 127           | ↘6 716          | 479,04       |
| 2  | Есильский сельский округ        |       | село Зелёное           | 3                             | 1 506           | ↘1 281          | 1 101,68     |
| 3  | Жалтырский сельский округ       |       | село Жалтыр            | 4                             | 5 753           | ↘5 046          |              |
| 4  | Село Каменка                    |       | село Каменка           | 1                             | 1 023           | ↘863            | 231,29       |
| 5  | Колутонский сельский округ      |       | станция Колутон        | 2                             | 1 630           | ↘1 145          |              |
| 6  | Кызылжарский сельский округ     |       | село Жана-Турмыс       | 3                             | 2 395           | ↘1 785          | 572,78       |
| 7  | Николаевский сельский округ     |       | село Петровка          | 3                             | 1 793           | ↘1 638          | 556,08       |
| 8  | Новочеркасский сельский округ   |       | село Новочеркасское    | 3                             | 2 334           | ↘2 021          | 467,54       |
| 9  | Острогорский сельский округ     |       | село Новый Колутон     | 2                             | 1 136           | ↘940            | 322,03       |
| 10 | Первомайский сельский округ     |       | село Первомайка        | 3                             | 1 798           | ↘1 785          | 702,09       |
| 11 | Староколутонский сельский округ |       | село Старый Колутон    | 4                             | 2 022           | ↘1 462          | 497,09       |
| 12 | Узункольский сельский округ     |       | село Узунколь          | 3                             | 1 094           | ↘689            | 1 523,02     |

История административно–территориального устройства
По переписи 1989 года, в районе имелись — 3 поссовета и 14 сельсоветов.
Постановлением акимата Акмолинской области от 17 июня 2009 года № а-7/264 и решением Акмолинского областного маслихата от 17 июня 2009 года № 4С-15-9 «Об упразднении и преобразовании некоторых населенных пунктов и сельских округов Акмолинской области по Атбасарскому, Астраханскому и Енбекшильдерскому районам» (зарегистрированное Департаментом юстиции Акмолинской области 24 июля 2009 года № 3327):
- Кайнарский сельский округ был упразднён и исключён из учётных данных как самостоятельная административно-территориальная единица;
- Узункольский сельский округ был преобразован с включением в его состав — села Кайнарское и территорию упразднённого Кайнарского сельского округа.

Постановлением акимата Акмолинской области от 10 декабря 2009 года № а-13-532 и решением Акмолинского областного маслихата от 10 декабря 2009 года № 4С-19-5« Об упразднении и преобразовании некоторых населенных пунктов и сельских округов Акмолинской области по Аккольскому, Аршалынскому, Астраханскому, Атбасарскому, Енбекшильдерскому, Зерендинскому, Есильскому, Целиноградскому, Шортандинскому районам» (зарегистрированное Департаментом юстиции Акмолинской области 20 января 2010 года № 3344):
- Камышенский сельский округ был упразднён и исключён из учётных данных;
- единственный населённый пункт село Камышенка упразднённого сельского округа было включено в состав Первомайского сельского округа.

Постановлением акимата Акмолинской области от 22 ноября 2019 года № А-11/569 и решением Акмолинского областного маслихата от 22 ноября 2019 года № 6С-39-9 «Об изменении административно-территориального устройства Астраханского района Акмолинской области» (зарегистрированное Департаментом юстиции Акмолинской области 29 ноября 2019 года № 7529):
- Жарсуатский сельский округ был упразднён и исключён из учётных данных;
- сёла Жарсуат, Ягодное и территория упразднённого сельского округа — вошли в состав Жалтырского сельского округа.

Постановлением акимата Акмолинской области от 22 ноября 2019 года № А-11/568 и решением Акмолинского областного маслихата от 22 ноября 2019 года № 6С-39-10 «Об изменении административно-территориального устройства Астраханского района Акмолинской области» (зарегистрированное Департаментом юстиции Акмолинской области 29 ноября 2019 года № 7528):
- Бесбидаикский сельский округ был упразднён и исключён из учётных данных;
- были изменены границы Есильского сельского округа, с включением в черту сельского округа села Степное и территорию упразднённого сельского округа общей площадью в 70 240 гектаров (702,40 км²).

### Населённые пункты
В Астраханском районе — 34 населённых пункта.
| №  | Населённый пункт | Тип                          | Население, 1999 | Население, 2009 | Административная единица        |
| -- | ---------------- | ---------------------------- | --------------- | --------------- | ------------------------------- |
| 1  | Акбеит           | село                         | 522             | ↘178            | Жалтырский сельский округ       |
| 2  | Акимовка         | село                         | 647             | ↘406            | Кызылжарский сельский округ     |
| 3  | Алгабас          | село                         | 264             | ↘99             | Узункольский сельский округ     |
| 4  | Астраханка       | село, административный центр | 6 566           | ↘4 984          | Астраханский сельский округ     |
| 5  | Бирлик           | село                         | 232             | ↘101            | Колутонский сельский округ      |
| 6  | Булакты          | село                         | 209             | ↘139            | Узункольский сельский округ     |
| 7  | Енбек            | село                         | 277             | ↘135            | Староколутонский сельский округ |
| 8  | Жалтыр           | село                         | 5 203           | ↘4 804          | Жалтырский сельский округ       |
| 9  | Жамбыл           | село                         | 419             | ↘340            | Николаевский сельский округ     |
| 10 | Жанабирлик       | село                         | 139             | ↘97             | Астраханский сельский округ     |
| 11 | Жана–Турмыс      | село                         | 1 173           | ↘1 016          | Кызылжарский сельский округ     |
| 12 | Жарсуат          | село                         | 726             | ↘323            | Жалтырский сельский округ       |
| 13 | Зелёное          | село                         | 1 225           | ↘1 065          | Есильский сельский округ        |
| 14 | Каменка          | село                         | 1 023           | ↘863            | Село Каменка                    |
| 15 | Камышенка        | село                         | 944             | ↘908            | Первомайский сельский округ     |
| 16 | Караколь         | аул                          | 240             | ↘231            | Острогорский сельский округ     |
| 17 | Ковыленка        | село                         | 457             | ↘291            | Староколутонский сельский округ |
| 18 | Колутон          | станция                      | 1 349           | ↘1 043          | Колутонский сельский округ      |
| 19 | Косколь          | село                         | 245             | ↘172            | Староколутонский сельский округ |
| 20 | Лозовое          | село                         | 413             | ↘397            | Первомайский сельский округ     |
| 21 | Новочеркасское   | село                         | 1 471           | ↘1 348          | Новочеркасский сельский округ   |
| 22 | Новый Колутон    | село                         | 896             | ↘709            | Острогорский сельский округ     |
| 23 | Оксановка        | село                         | 575             | ↘363            | Кызылжарский сельский округ     |
| 24 | Ондирис          | село                         | 561             | ↘464            | Новочеркасский сельский округ   |
| 25 | Орнек            | село                         | 184             | ↘168            | Николаевский сельский округ     |
| 26 | Первомайка       | село                         | 1 385           | ↘1 388          | Первомайский сельский округ     |
| 27 | Петровка         | село                         | 1 190           | ↘1 130          | Николаевский сельский округ     |
| 28 | Приишимка        | село                         | 302             | ↘209            | Новочеркасский сельский округ   |
| 29 | Старый Колутон   | село                         | 1 043           | ↘864            | Староколутонский сельский округ |
| 30 | Степное          | село                         | 544             | ↘322            | Есильский сельский округ        |
| 31 | Таволжанка       | село                         | 422             | ↘306            | Астраханский сельский округ     |
| 32 | Узунколь         | село                         | 621             | ↘451            | Узункольский сельский округ     |
| 33 | Шиликты          | село                         | 281             | ↘216            | Есильский сельский округ        |
| 34 | Ягодное          | село                         | 254             | ↘121            | Жалтырский сельский округ       |

#### Упразднённые населённые пункты
Постановлением акимата Акмолинской области от 17 июня 2009 года № а-7/264 и решением Акмолинского областного маслихата от 17 июня 2009 года № 4С-15-9 «Об упразднении и преобразовании некоторых населенных пунктов и сельских округов Акмолинской области по Атбасарскому, Астраханскому и Енбекшильдерскому районам» (зарегистрированное Департаментом юстиции Акмолинской области 24 июля 2009 года № 3327):
- сёла Каратубек, Луговое — были переведены в категорию иных поселений и исключены из учётных данных;
- поселения упразднённых населённых пунктов вошли в состав села Кайнарское.

Постановлением акимата Акмолинской области от 10 декабря 2009 года № а-13-532 и решением Акмолинского областного маслихата от 10 декабря 2009 года № 4С-19-5« Об упразднении и преобразовании некоторых населенных пунктов и сельских округов Акмолинской области по Аккольскому, Аршалынскому, Астраханскому, Атбасарскому, Енбекшильдерскому, Зерендинскому, Есильскому, Целиноградскому, Шортандинскому районам» (зарегистрированное Департаментом юстиции Акмолинской области 20 января 2010 года № 3344):
- станция Астраханка была переведена в категорию иных поселений и исключена из учётных данных;
- поселение упразднённого населённого пункта вошло в состав села Жалтыр;
- населённый пункт Разъезд 90 был упразднён и исключён из учётных данных в связи с выездом всех жителей.

Постановлением акимата Акмолинской области от 26 сентября 2014 года № А-9/472 и решением Акмолинского областного маслихата от 26 сентября 2014 года № 5С-30-8 «О переводе в категорию иных поселений села Кайнарское Астраханского района Акмолинской области» (зарегистрированное Департаментом юстиции Акмолинской области 5 ноября 2014 года № 4434):
- село Кайнарское — было переведено в категорию иных поселений и исключено из учётных данных;
- поселение упразднённого населённого пункта — вошло в состав села Узунколь.

Постановлением акимата Акмолинской области от 14 декабря 2018 года № А-12/556 и решением Акмолинского областного маслихата от 14 декабря 2018 года № 6С-27-26 «О переводе в категорию иных поселений села Бесбидаик Бесбидаикского сельского округа Астраханского района Акмолинской области» (зарегистрированное Департаментом юстиции Акмолинской области 29 декабря 2018 года № 6996):
- село Бесбидаик было переведено в категорию иных поселений и исключено из учётных данных;
- поселение упразднённого населённого пункта — вошло в состав села Степное;

| № | Населённый пункт | Тип     | Административная единица     | Дата упразднения |
| - | ---------------- | ------- | ---------------------------- | ---------------- |
| 1 | Каратубек        | село    | Кайнарский сельский округ    | 17.06.2009       |
| 2 | Луговое          | село    | Кайнарский сельский округ    | 17.06.2009       |
| 3 | Астраханка       | станция | Жалтырский сельский округ    | 10.12.2009       |
| 4 | Разъезд 90       | разъезд | Колутонский сельский округ   | 10.12.2009       |
| 5 | Кайнарское       | село    | Узункольский сельский округ  | 26.09.2014       |
| 6 | Бесбидаик        | село    | Бесбидаикский сельский округ | 14.10.2018       |

## Экономика

### Сельское хозяйство
Общая площадь территории района составляет — 7 379 км². Из них земли сельскохозяйственного назначения — 5 785 км² (78,40 %), земли населённых пунктов — 716 км² (9,70 %), земли промышленности, транспорта, связи, для нужд космической деятельности, обороны, национальной безопасности и иного несельскохозяйственного назначения — 42 км² (0,57 %), земли лесного фонда — 48 км² (0,65 %), земли водного фонда — 127 км² (1,72 %), земли запаса — 661 км² (8,96 %).
На территории района действуют 267 крестьянских хозяйств, 49 товариществ с ограниченной ответственностью, деятельность которых основывается в животноводстве и растениеводстве. В районе возделывают яровую пшеницу, ячмень, кормовые и масличные культуры, картофель, овощи. 
«АПП «Астраханская птица» — птицефабрика, занимается производством мяса бройлерных цыплят. Первый руководитель ТОО «АПП Астраханская птица» — Макашев Аскар Жабаевич, исполняющий директор — Анциферов Иван Степанович. В селе Акимовка — работает собственноручная вермиферма. 
Новочеркасской сельхозкооперацией «Нур-А» по сборе молочного сырья и переработке молока — перерабатываются до пятисот литров молока, получая на выходе широкий ассортимент продуктов: молоко, кефир, творог, сметану, сливки, сыр «Адыгейский». Руководитель СПК — Кожахмет Гулбаршын Мураткызы.
ТОО «Колутон–95» — один из основных товариществ Астраханского района, занимающийся производством муки: мука пшеничная хлебопекарная высшего, первого и второго сортов, отруби пшеничные, из товаров: мука пшеничная высшего сорта, мука пшеничная второго сорта. Руководитель предприятия — Дюсенбеков Айдос. Генеральный директор — Мальков Анатолий. В 2017 году была сдана в эксплуатацию макаронная фабрика товарищества, проектной мощностью 2,5 тонны в час.
ТОО «АПК Bavaria Product» — крупное товарищество, занимающийся: переработкой и консервированием мяса, производством продуктов из мяса свинины, разведением свиней и поросят. В 2018 году был сдан в эксплуатацию животноводческий комплекс: свиноферма на 2050 голов маточного поголовья, мясоперерабатывающий комбинат, комбикормовый завод.

### Промышленность
На территории Астраханского района действуют более 10 промышленных предприятий, направление коих относятся к: изготовке строительных материалов и мебели, и обслуживании сельскохозяйственного оборудования.
В селе Новочеркасское — действует мебельный цех, предпринимателя Дюсена Сагадатова. Производственная мощность предприятия, где создано четыре постоянных рабочих места, составляет до 200 единиц изделий в год: кухонные и спальные гарнитуры, прихожие и другое.
ТОО «Астраханский кирпичный завод-150» — специализируется на производстве утолщенных и пустотелых керамических изделий. Включает цех формовки кирпича-сырца. На предприятии трудятся шестьдесят человек.
С апреля 2012 года на территории Астраханского района функционирует ТОО «AZAM—KC», специализирующееся на производстве, строительстве, ремонте и обслуживании сельскохозяйственного оборудования для первичной обработки, сушки, переработки зерновых, масличных и зернобобовых культур.

### Транспорт
Через территорию Астраханского района с востока на запад проходит автомобильная дорога республиканского значения — М-36 «Граница РФ (на Екатеринбург) — Алматы, через Костанай, Астана, Караганда», с общей протяженностью около 110 километров, к которой примыкает автомобильная дорога Р-208 «Жантеке — Егиндыколь — Новочеркасское». С территории района начинается автомобильная дорога областного значения — КС-1 «Жалтыр — Макинск».
Проходит около 70 километров Южно-Сибирской железнодорожной магистрали, соединяющая жителей Астраханского района со столицей Казахстана и другими городами магистрали. Всего на территории района имеется 3 станции: Астраханка, Жалтыр, Колутон.

## Социальная сфера

### Образование
Система образования Астраханского района представлена 39 организациями, из них 31 — школа. Контингент учащихся на 2017–2018 учебный год составлял — 3 459 учеников. В школах района работают 559 педагогов, из которых 445 с высшим образованием. В системе дошкольного воспитания в районе действуют 6 детских садов и 21 мини-центра с охватом 749 детей. Имеется Детский дом творчества (797 детей), Музыкальная школа (63 ребёнка). В селе Астраханка функционирует Агротехнический колледж № 6.
В системе образования районе по состоянию на 25 июля 2014 года работают 650 педагогических работников, в том числе, в общеобразовательных школах — 570 педагогических работников. 

### Культура
Сеть учреждений культуры в районе представлена — 32 учреждениями культуры, из них 15 клубные предприятия и 17 сельские библиотеки.
Для занятий спортом имеется один стадион, 51 плоскостное сооружение, 16 футбольных полей, 26 спортивных залов, 8 хоккейных кортов, 4 стрелковых тира.
Все учреждения компьютеризированы и подключены к сети.

### Здравоохранение
В районе действует 35 медицинских учреждении, в том числе 1 центральная районная больница с поликлиникой, 5 врачебных амбулаторий, 28 медицинских пунктов. В них работают 43 врача, 198 средних медицинских работников, 84 младших медицинских работников.

## СМИ
В Астраханском районе зарегистрировано одно СМИ — газета «Маяк». Газета издаётся на казахском и русском языках, тираж — 1 500 экземпляров.

## Известные люди района
- Дитюк Владимир Аврамович — советский работник сельского хозяйства, бригадир тракторной бригады совхоза «Колутонский» Астраханского района Целиноградской области, Герой Социалистического Труда. Заслуженный работник сельского хозяйства Казахской ССР. Депутат Верховного Совета Казахской ССР 10—11-го созывов.
- Кабдырахман Адильбаев — колхозник, звеньевой колхоза «Ондирис», Герой Социалистического Труда (1948).
- Надежда Алексеевна Косивцева — веньевая совхоза «Нижне-Чуйский» Министерства сельского хозяйства СССР, Кагановичский район Фрунзенской области, Киргизская ССР. Герой Социалистического Труда (1950).